# Worldwide Developers Conference
Apple Worldwide Developers Conference (WWDC) — всемирная конференция для разработчиков на платформах Apple. Проводится ежегодно в Apple Park, Калифорния c целью презентации новых устройств и программного обеспечения. Также это мероприятие, проводимое для сторонних разработчиков, которые работают с утилитами для устройств Apple. Они могут принять участие в практических занятиях с инженерами компании.

## История

### Предыстория
Всемирная конференция разработчиков проходит с 1983 года и до 1995 штаты, где проходило мероприятие, были разные. На тот момент Apple не имела собственной штаб-квартиры. В 1985 году Стив Джобс первый раз покинул компанию и без чёткого руководства не было представлено никаких прорывных продуктов, а если и были, как например в 1995, то позже их закрыли как неуспешные. Лишь в 1997 году, после возвращения Джобса, он взял компанию в свои руки. C 2000 года мероприятие ежегодное. C 2021 года каждая конференция имеет девиз. До 1987 года не существовало формального WWDC, проводились внутренние и частные мероприятия с разработчиками и инженерами под названием "Apple Independent Software Developers Conference"(AISDC), а с 1985 по 1986 года событие называлось "AppleWorld Conference".

### AISDC 1983[4]
Мероприятие проходило в Конференц-Центре Монтерея, Калифорния в мае 1983 года. Является первой открытой и в целом первой конференцией Apple, где они начали взаимодействовать со сторонними разработчиками ПО. Представлены Apple Lisa и Apple Basic. Началось обсуждение будущего разработки для платформ Apple: семинары по программированию. Конференция заложила основу для ежегодного взаимодействия с разработчиками.

### AISDC 1984
Мероприятие проходило в Конференц-Центре Монтерея, Калифорния, в январе 1984 года. Тогда был представлен первый Macintosh – массовый ПК с графическим интерфейсом и мышью. Во время демонстрации Стив Джобс извлек диск из сумки, и Macintosh объявил: «Hello, I am Macintosh…» . Сразу после этого вышел знаменитый ролик “1984” от Ридли Скотта (Ridley Scott), показанный во время Super Bowl XVIII 22 января 1984 года.

### AppleWorld Conference 1985-1986
Конференция переименована, Стив Джобс ушёл из компании. Проведение мероприятия отменили как на текущий год, так и на следующий, 1986.

### WWDC 1987
Мероприятие проходило 2-3 марта 1987 года в Лос-Анджелесе, Калифорния. Основные события: представление и разработка для Apple IIGS; обсуждение Macintosh и System Software (ранние версии Mac OS). Выпуск приурочен к 10-летию компании.

### WWDC 1988
В 1988 Apple в Macintosh представила и активно использовала индустриальную концепцию Snow White (разработанная Frog), популярную в 1984–1990 годах.

### WWDC 1989
Теперь событие официально и формально называется "WWDC". На мероприятии анонсирована System 7, выпущенная уже в 1990 году. Это первая система, требовавшая наличия жёсткого диска для работы.

### WWDC 1990
Мероприятие проходило в Сан-Хосе, Калифорния в мае 1990 года. Было представлено крупнейшее с момента основания компании обновление класcической MacOS: System 7. В систему добавлены: виртуальная память, совместное использование файлов (Apple Share), TrueType шрифты, анонсирован QuickTime 1.0. Представлены Apple Events.

### WWDC 1991
На мероприятии теперь официально представлен QuickTime 1.0 – революционная технология Apple, не имевшая аналогов.

### WWDC 1992-1993
Никаких прдуктов в эти годы представлено не было, в основном компания адаптировала свои технологии для сторонних разработчиков.

#### WWDC 1994
Мероприятие прошло с 15 по 20 мая 1994 года в Сан-Хосе, Калифорния и стало уже пятым с 1989 года. Опубликована серия видео с презентациями – ключевые темы: OpenDoc, Copland, PowerMac и QuickTime 2.1.

### WWDC 1995
Мероприятие проходило в Сан-Хосе, Калифорния в мае 1995 года. Представлена платформы PowerPC и переход на неё; анонс амбициозной, но впоследствии отмененной ОС Copland (рассматривалась как будущее Mac OS); продвижение технологии OpenDoc (компонентная модель разработки, позже отмененная).

### WWDC 1996
Мероприятие проводилось с 13 по 17 мая 1996 года в Сан-Хосе, Калифорния. На этот раз презентацию новых продуктов вёл главный исполнительный директор Apple – Джил Амелио (Gil Amelio). Обсуждалась Copland (System 8): система работала очень плохо, появлялись крупные ошибки. Впоследствии систему закрыли. Демонстрировали работу Cyberdog и интеграцию в ClarisWorks.

### WWDC 1997
Мероприятие проходило с 11 по 14 мая в Сан-Хосе, Калифорния. Первая конференция, когда Стив Джобс появился на публике. Заявлено о стратегическом партнёрстве с Microsoft: инвестиции на сумму 150 млн долларов, портирование Microsoft Office на Mac, урегулирование патентных сборов и объявление Internet Explorer браузером по умолчанию для Mac.

### WWDC 1998
Мероприятие проходило с 11 по 15 мая 1998 года в Сан-Хосе, Калифорния. Анонсирована MacOS 8.5 c улучшением Sherlock, добавлением USB и AppleScript. Официальный анонс Mac OS X (на базе NeXTSTEP) и её архитектуры: Darwin (ядро BSD/Mach), Quartz (графика на основе PDF), Classic (среда для запуска старых приложений Mac OS), Carbon (API для портирования старых приложений в Mac OS X), Cocoa (родной API на основе OpenStep/Objective-C), Aqua (новый пользовательский интерфейс).

### WWDC 1999
Мероприятие проходило с 10 по 14 мая 1999 года в Сан-Хосе, Калифорния. События: релиз Mac OS X Server 1.0 (первый коммерческий продукт на основе новой ОС). Первый публичный показ Mac OS X Developer Preview 1 (кодовое имя Darwin) для разработчиков. Фокус на Carbon и Cocoa. Анонс QuickTime TV (интернет-вещание). Представление AirPort (первая беспроводная сеть Apple на базе IEEE 802.11b)

### WWDC 2000
Мероприятие проходило с 15 по 19 мая 2000 года в Сан-Хосе, Калифорния. Анонс Mac OS X Public Beta (кодовое имя Kodiak), выпущенной в сентябре 2000. Первая публичная версия с интерфейсом Aqua. Подробности о Quartz (графическая подсистема, основанная на PDF), QuickTime 5.

### WWDC 2001
Мероприятие проходило в Сан-Хосе, Калифорния с 21 по 25 мая 2001 года. Официальный релиз Mac OS X 10.0 Cheetah (24 марта 2001), но фокус на продвижении и разработке. Анонс Mac OS X 10.1 Puma (выпущена в сентябре 2001), призванной исправить недостатки 10.0 и значительно повысить производительность. Представление iTunes 1.0 (для Mac, выпущен в январе 2001) и его значимости как платформы. Подробнее рассказано о Quartz Extreme (аппаратное ускорение графики).

### WWDC 2002
Мероприятие проходило с 6 по 10 мая 2002 года в Сан-Хосе, Калифорния. Анонс Mac OS X 10.2 Jaguar (выпущена в августе 2002). Ключевые нововведения: значительно возросшая скорость, Rendezvous (позже Bonjour, технология Zero-configuration networking), iChat (чат на базе AIM), улучшенный Universal Access, Quartz Extreme. Презентация Safari (ещё в разработке, публичный бета-релиз в январе 2003).

### WWDC 2003
Мероприятие проходило с 23 по 27 июня 2003 года в Моссоне-центр, Сан-Франциско, Калифорния. Представление Power Mac G5 — первого 64-битного настольного ПК потребительского класса, с революционной на тот момент системой охлаждения и шиной. Официальный релиз Safari 1.0. Анонс Mac OS X 10.3 Panther (выпущена в октябре 2003). Новинки: Exposé, Fast User Switching, FileVault, улучшенная интеграция с .Mac, iChat AV (видеочат), обновленный Finder. Подробнее рассказано о Xcode (новая среда разработки, заменяющая Project Builder).

### WWDC 2004
Мероприятие проходило с 28 июня по 2 июля 2004 года в Моссоне-центр, Сан-Франциско, Калифорния. Apple представила ключевые технологии Mac OS X Tiger: Spotlight, Dashboard, Core Image, Core Video, Automator) и новые версии инструментов (Xcode 1.5).

### WWDC 2005
Мероприятие проходило с 6 по 10 июня 2005 года в Моссоне-центр, Сан-Франциско, Калифорния. Переход Mac на процессоры Intel. Стив Джобс объявил, что начиная с 2006 года все Mac будут использовать процессоры Intel вместо PowerPC. Первые Intel Mac были выпущены в январе 2006.Демонстрация Mac OS X 10.4 Tiger, работающей на прототипах Intel Mac. Представление технологии Rosetta — динамического бинарного транслятора, позволяющего запускать приложения, скомпилированные для PowerPC, на новых Intel Mac. Анонс Mac OS X 10.5 Leopard (предварительный показ, релиз в октябре 2007).

### WWDC 2006
Мероприятие проходило с 7 по 11 августа 2006 года в Моссоне-центр, Сан-Франциско, Калифорния. Представление Mac Pro (замена Power Mac G5) и Xserve на базе процессоров Intel Xeon. Глубокий технический превью Mac OS X 10.5 Leopard. Анонсированные фичи: Time Machine (резервное копирование), Boot Camp (официальная поддержка загрузки Windows на Intel Mac), Spaces (виртуальные рабочие столы), Core Animation, обновленный Mail, Dashboard, iChat и Finder. Safari становится ключевым элементом демонстрации новых веб-технологий (WebKit).

### WWDC 2007
Мероприятие проходило c 11 по 15 июня 2007 года в Моссоне-центр, Сан-Франциско, Калифорния. Safari для Windows: представлена публичная бета-версия. Позиционировался как самый быстрый браузер для Windows и платформа для веб-приложений iPhone. Детали Mac OS X 10.5 Leopard (релиз в октябре 2007): финальный вид, новые функции (Stacks, Quick Look, обновленный Dock). Официальное объявление о создании нативного SDK для iPhone (iPhone OS, позже iOS). До этого момента сторонние приложения для iPhone были только веб-приложениями. Джобс заявил: "У нас есть лучшее решение. И мы назовём его iPhone в 2008 году" (имея в виду App Store и SDK). SDK был выпущен в марте 2008. iPhone был представлен в январе 2007, релиз в июне.

### WWDC 2008
Мероприятие проходило с 9 по 13 июня 2008 года в Mоссоне-центр, Сан-Франциско, Калифорния. Представлена новая модель iPhone с поддержкой 3G, GPS и более тонким корпусом (релиз 11 июля). Главное событие — запуск App Store (11 июля 2008) как единственного способа распространения нативных приложений для iPhone. SDK для iPhone OS 2.0 стал доступен разработчикам немедленно. Представлены Push-уведомления, корпоративные функции (Exchange ActiveSync), поддержка языков. MobileMe: Замена сервиса .Mac. Предлагал синхронизацию почты, контактов, календаря и данных между устройствами ("Exchange для обычных пользователей"), а также онлайн-хранилище iDisk. Изначально запуск был проблемным. Анонс Mac OS X 10.6 Snow Leopard: позиционировалась как обновление, сфокусированное на технологиях, производительности и оптимизации, а не на новых пользовательских фичах. Поддержка Microsoft Exchange, ускорение (включая OpenCL), уменьшение занимаемого места на диске, полностью 64-битная ОС. Релиз в августе 2009. Презентация iPhone 2.0 SDK и фреймворков (Core Location, App Store In-App Purchase).

### WWDC 2009
Мероприятие проходило с 8 по 12 июня в выставочном центре Moscone Center West, в Сан-Франциско. Презентацию открытия проводил не Стив Джобс, который все ещё не вернулся из больничного отпуска, а старший вице-президент Apple по маркетингу Фил Шиллер.
Публике был представлен ожидаемый iPhone третьего поколения. Официальное название iPhone 3GS. Среди заявленных функций: 3-мегапиксельная камера с автофокусом, запись видео, голосовое управление, цифровой компас. Также были показаны: Mac OS X 10.6, Safari 4.0, обновлённая линейка ноутбуков MacBook Pro.

### WWDC 2010
Мероприятие проходило с 7 по 11 июня в выставочном комплексе Moscone Center West, в Сан-Франциско. Стив Джобс представил новый iPhone 4, объявил о переименовании iPhone OS в iOS, и анонсировал два новых приложения FaceTime и iMovie.

### WWDC 2011
Мероприятие проходило с 6 по 10 июня в выставочном комплексе Moscone Center West, в Сан-Франциско. Там представили iOS 5, OS X Lion и облачный сервис iCloud.

### WWDC 2012
Мероприятие проходило с 11 по 15 июня в выставочном комплексе Moscone Center West, в Сан-Франциско. На презентации 11 июня были анонсированы iOS 6 и OS X Mountain Lion. Также представлены обновленные MacBook Pro и MacBook Air. Примечателен тот факт, что билеты на конференцию были полностью распроданы менее чем за 2 часа после начала продаж.

### WWDC 2013
Мероприятие проходило с 10 по 14 июня в выставочном комплексе Moscone Center West, в Сан-Франциско. В первый день, во время открытия конференции были представлены OS X 10.9 и iOS 7. Получил значительное обновление компьютер Mac Pro. MacBook Air обрел процессор Intel Haswell. Были представлены новые поколения AirPort Extreme и Time Capsule. Как утверждают покупатели, все билеты на конференцию были раскуплены за 71 секунду, после старта продаж. Также Apple провела розыгрыш 150 билетов для студентов, которые оставили заявку на официальном сайте компании.

### WWDC 2014
Мероприятие проходило с 2 по 6 июня в выставочном комплексе Moscone Center West в Сан-Франциско. Были представлены OS X 10.10 и iOS 8.

### WWDC 2015
Мероприятие проходило с 8 по 12 июня в выставочном комплексе Moscone Center West, в Сан-Франциско. Apple представили новую десктопную ОС под названием OS X El Capitan. Публичная версия операционной системы стала доступна осенью 2015 года. iOS 9 получила множество изменений. В девятой версии появились «Новости», аналог Google Now Proactive, многооконный режим в iPad, а «Заметки», Siri и «Карты» стали функциональнее. Анонсирована watchOS 2 и представлен долгожданный сервис Apple Music.

### WWDC 2016
Мероприятие проходило с 13 по 17 июня в Bill Graham Civic Auditorium и Moscone Center West, в Сан-Франциско. На презентации было объявлено, что OS X будет переименована в macOS, чтобы соответствовать общей стилистике именования других платформ Apple: tvOS, watchOS и iOS, macOS Sierra будет первой версией, использующей новое название. Также были анонсированы IOS 10, watchOS 3, APFS-новая файловая система от Apple.

### WWDC 2017
Мероприятие проходило с 5 по 12 июня в San Jose Convention Center, в Сан-Хосе. На презентации были анонсированы iOS 11, macOS High Sierra, watchOS 4, обновления для tvOS. Также были представлены обновленные iMac, Macbook и Macbook Pro, новые iMac Pro, iPad Pro 10.5 и HomePod.

### WWDC 2018
Мероприятие проходило с 4 по 9 июня в конференц-центре McEnery Convention Center, в Сан-Хосе. На презентации были анонсированы новые версии операционных систем: iOS 12, watchOS 5, tvOS, macOS Mojave и новый магазин приложений Mac App Store. Также была представлена новая версия интегрированной среды разработки Xcode 10 в которой особое внимание было уделено новым версиям фреймворков: ARKit 2 — для использования дополненной реальности и Core ML 2 — для построения нейронных сетей.

### WWDC 2020
Мероприятие проходило 22 июня в онлайн-формате. На презентации были анонсированы новые версии операционных систем: iOS 14, watchOS 7, macOS Big Sur и iPadOS 14.

### WWDC 2021
Мероприятие под девизом "Glow and Behold" проходило с 7 по 11 июня 2021 года в Apple Park, Калифорния как еще одна конференция в онлайн-формате из-за пандемии COVID-19. Были анонсированы iOS 15, iPadOS 15, watchOS 8, tvOS 15, macOS Monterey и другие обновления программного обеспечения. На конференции не было анонсов нового аппаратного обеспечения.

### WWDC 2022
Мероприятие под девизом "Call to code" проходило с 6 по 10 июня 2022 года как ещё одна конференция в онлайн-формате из-за пандемии COVID-19, как и две предыдущие, проведённые в 2020 и 2021 годах. Были анонсированы новые версии операционных систем: iOS 16, iPadOS 16, watchOS 9, macOS Ventura. Также, 6 июня был особый день в Apple Park, позволяющий группе разработчиков и студентов смотреть онлайн-мероприятия вместе.

### WWDC 2023
Мероприяиие под девизом "Code new worlds" проходило с 5 по 9 июня 2023 года как ещё одна конференция в онлайн-формате из-за пандемии COVID-19, как и три предыдущие, проведённые в 2020, 2021 и 2022 годах соответственно. Были представлены: MacBook Air 15", Mac Studio и Mac Pro, новые операционные системы iOS 17, iPadOS 17, macOS Sonoma и watchOS 10, гарнитура смешанной реальности Apple Vision Pro. Также, как и год назад, на 5 июня запланирован особый день в Apple Park, позволяющий группе разработчиков и студентов смотреть онлайн-мероприятия вместе.

### WWDC 2024
Мероприятие под девизом "Action packed" проходило с 10 по 14 июня 2024 года в онлайн-формате с очным мероприятием в Apple Park, Калифорния. На этом мероприятии были анонсированы iOS 18 , iPadOS 18, watchOS 11, macOS 15 Sequoia и visionOS 2, при этом особое внимание уделялось искусственному интеллекту, разработанному специально для iOS, iPadOS и macOS, который получил название Apple Intelligence. Как и в 2021 году, на конференции не был анонсирован ни один новый продукт.

### WWDC 2025
Мероприятие под девизом "Sleek peek" в настоящее время проходит с 9 по 13 июня 2025 года в Apple Park, Калифорния. На 11 июня представлено обновление CarPlay: главным нововведением является добавление виджетов и функции «Живые действия» (Live Actions). Виджеты, ранее доступные только в CarPlay Ultra, теперь интегрированы в стандартную версию. На данный момент доступны виджеты погоды, календаря, часов, умного дома и напоминаний, с перспективой добавления новых в будущем. Они организованы в две колонки, позволяя отображать два виджета одновременно. Новые наименования операционных систем: теперь номер будет соответствовать текущему году, а не идти по порядку, также внедрён новый дизайн для всех ОС Apple – Liquid Glass, а в MacOS Tahoe добавлены приложения «Телефон», «Игры», «Журнал» и переработано меню приложений в докбаре. Добавлен уже ранее представленный на iPhone режим Live Activity, с помощью которого можно отслеживать текущие события с телефона, например, время прибытия такси.